# 튀르키예 쿠파스
튀르키예 쿠파스(튀르키예어: Türkiye Kupası)는 튀르키예의 축구 대회로, 1962년부터 튀르키예 축구 연맹이 운영하고 있다. 포르티스가 잠시 스폰서를 맡았을 때, 이 대회 명칭은 포르티스 튀르키예 쿠파스 (Fortis Türkiye Kupası)였다. 현재 지라트 방카스가 스폰서를 맡고 있으며, 현재 대회명은 지라트 튀르키예 쿠파스 (Ziraat Türkiye Kupası) 가 되었다.
이 컵대회는 1962년에 시작되었고, 그 후로부터 매년 열렸다. 여러 다른 형태의 진행 형식을 지니고 있는데, 순 토너먼트전과 조별 리그전을 포함했고, 현재의 형식은 2012-13 시즌에 도입되었는데, 하위 조별 리그 라운드가 추가되었다. 조 1위와 2위가 준결승전과 결승전에 진출한다. 최근 우승팀은 시바스스포르이다.